# 方昶詠
方昶詠（1990年1月29日—）為台灣前棒球選手、YouTuber，因長相相似於臺語歌手陳一郎而得到「一郎」外號。於2013年季末選秀會中以第八輪第29順位為統一7-ELEVEn獅選中，並以100萬簽約金與50萬激勵獎金為條件加盟。。原效力於中華職棒統一7-ELEVEn獅隊，守備位置為外野手，以具有腳程為見長，2019年10月被球團釋出。之後轉型經營個人YouTube頻道「豹子腿方昶詠」，拍攝專業棒球教學為主。2022年報名參加台鋼雄鷹測試會，但未能入選。

## 經歷
- 台南市北區公園國小少棒隊
- 台南市民德國中青少棒隊
- 高雄縣高苑工商青棒隊
- 嘉義大學棒球隊
- 中華職棒統一二軍借將（2009年、2011年）
- 台中威達成棒隊（2012年3月－11月）
- 國訓中心棒球隊（2013年）
- 桃園航空城棒球隊（2013年9月－12月19日）
- 中華職棒統一7-ELEVEn獅隊（2013年12月19日－2019年10月9日）

## 特殊事蹟
- 2016年5月7日於新莊球場面對中信兄弟投手羅國華，擊出個人職棒一軍生涯首轟。

## YouTube事業
2020年4月23日開始經營YouTube頻道「豹子腿方昶詠」和知名YouTuber草爺等人合作組成含羞草日記棒球隊，展開他個人的後棒球人生。
截止至2025年7月21日為25.5萬訂閱，觀看次數：80,874,589。

## 職棒生涯成績
| 年度 | 球隊           | 出賽 | 打數 | 安打 | 全壘打 | 打點 | 盜壘 | 四死 | 三振 | 壘打數 | 雙殺打 | 打擊率 | 上壘率 | 長打率 | OPS   |
| ---- | -------------- | ---- | ---- | ---- | ------ | ---- | ---- | ---- | ---- | ------ | ------ | ------ | ------ | ------ | ----- |
| 2014 | 統一7-ELEVEn獅 | 18   | 26   | 5    | 0      | 3    | 1    | 1    | 10   | 7      | 1      | 0.192  | 0.222  | 0.269  | 0.491 |
| 2015 | 統一7-ELEVEn獅 | 47   | 150  | 46   | 0      | 14   | 6    | 13   | 43   | 59     | 1      | 0.307  | 0.362  | 0.393  | 0.755 |
| 2016 | 統一7-ELEVEn獅 | 22   | 22   | 8    | 1      | 2    | 1    | 6    | 4    | 11     | 1      | 0.364  | 0.500  | 0.500  | 1.000 |
| 2017 | 統一7-ELEVEn獅 | 10   | 16   | 1    | 0      | 1    | 0    | 2    | 10   | 1      | 1      | 0.062  | 0.167  | 0.062  | 0.229 |
| 2018 | 統一7-ELEVEn獅 | 18   | 41   | 4    | 0      | 2    | 0    | 4    | 17   | 5      | 1      | 0.098  | 0.178  | 0.122  | 0.300 |
| 2019 | 統一7-ELEVEn獅 | 15   | 23   | 3    | 0      | 0    | 4    | 2    | 10   | 3      | 1      | 0.130  | 0.200  | 0.130  | 0.330 |
| 合計 | 6年            | 130  | 278  | 67   | 1      | 22   | 12   | 28   | 94   | 86     | 6      | 0.241  | 0.310  | 0.309  | 0.619 |